# Saint-Georges, Tarn-et-Garonne
Saint-Georges är en kommun i departementet Tarn-et-Garonne i regionen Occitanien i södra Frankrike. Kommunen ligger i kantonen Caussade som tillhör arrondissementet Montauban. År 2022 hade Saint-Georges 271 invånare.

## Befolkningsutveckling
Antalet invånare i kommunen Saint-Georges
| Referens: INSEE |